# Escuela Moderna

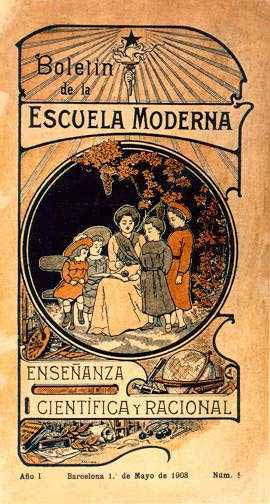
Portada del Boletín de la Escuela Moderna de 1905

La Escuela Moderna fue un centro de enseñanza que existió al comenzar el siglo XX en Cataluña. Fue fundada en 1901 en Barcelona por el pedagogo y librepensador Francisco Ferrer Guardia. El objetivo esencial de la escuela era «educar a la clase trabajadora de una manera racionalista, secular y no coercitiva». En la práctica, los precios de las cuotas de tutoría restringieron el público de la escuela a elementos estudiantiles de las clases medias, sobre todo durante los primeros años, por lo que se esperaba por parte de los organizadores (de forma privada) que los alumnos en su debido momento se motivaran a unirse y respaldar la causa del movimiento obrero. 
La escuela contaba con una imprenta en la que se realizaba un boletín, un laboratorio, un museo natural, una biblioteca y buscaba instalaciones en las que hubiese gran iluminación. Entre otras cosas tuvieron que buscar maestros que entendieran que su papel no era coercitivo sino de apoyo. 
Este centro educativo era de enseñanza mixta, secular y anticlerical, y favorable a las reivindicaciones obreristas. Al ser la primera escuela mixta y laica de Barcelona, en un país católico, obtuvo una amplia antipatía entre el clero y los devotos. 

Los niños y las niñas tendrán una insólita libertad, se realizarán ejercicios, juegos y esparcimientos al aire libre, se insistirá en el equilibrio con el entorno natural y con el medio, en la higiene personal y social, desaparecerán los exámenes y los premios y los castigos. Se hace especial atención al tema de la enseñanza de la higiene y al cuidado de la salud. Los alumnos visitarán centros de trabajo —las fábricas textiles de Sabadell, especialmente— y harán excursiones de exploración. Las redacciones y los comentarios de estas vivencias por parte de sus mismos protagonistas se convertirán en uno de los ejes del aprendizaje. Y esto se hará extensivo a las familias de los alumnos, mediante la organización de conferencias y charlas dominicales.
Francisco Ferrer Guardia

Sol Ferrer definió la enseñanza de la Escuela Moderna: «La enseñanza de la Escuela Moderna no será una fe sino una confianza en el futuro fundada en sólidos conocimientos». Cerró en 1906. Poco después, Ferrer fue ejecutado por sedición por su supuesta participación en los hechos de la Semana Trágica, lo cual llevaría a la realización de una campaña internacional en contra de la sentencia. Actualmente, los únicos archivos de la escuela son mantenidos en el departamento de colecciones especiales de la Universidad de California, San Diego.